# Liste des œuvres de Pablo Picasso de 1946 à 1973
Pour un article plus général, voir Liste des œuvres de Pablo Picasso.

## 1946
- Portrait de Françoise (22-23 avril), crayon graphite sur papier (66 × 50,5 cm), Musée national Picasso-Paris
- Portrait de Françoise (22 mai), crayon graphite sur papier (66 × 50,8 cm), Musée national Picasso-Paris[1]
- Femme dans un fauteuil (Françoise Gilot) (15 juin), huile sur toile (99 × 71 cm), Musée Picasso, Málaga[2]
- Femme allongée (22 juin), huile sur toile, collection particulière[3]
- Chouette dans un intérieur (7 décembre), huile sur contreplaqué (81 × 100 cm), Musée national Picasso-Paris
- Tête de femme (Portrait de Françoise) (15 juin-7 décembre), huile sur toile, collection particulière[4]
- Crâne, Oursins et Lampes sur une table
- Faune blanc jouant de la diaule, peinture oléo-résineuse et fusain sur vélin d'Arches ocre (66 × 50 cm), Musée Picasso, Antibes[5]
- Femme dans un fauteuil, Musée Picasso Malaga
- Motifs informels, Fondation Almine et Bernard Ruiz Picasso.
- Tête d'animal, galet incisé (3,2 × 6 × 0,8 cm), collection particulière[6]
- Tête de faune, fragment de céramique gravé (7,2 × 5,5 × 0,6 cm), collection particulière[6]
- Visage, galet incisé (2,7 × 1,7 × 0,8 cm), collection particulière[6]
- Visage, galet incisé (3,2 × 2,9 × 1,3 cm), collection particulière[6]
- Visage, galet incisé (4,2 × 6,7 × 1,2 cm), collection particulière[6]
- Visage, galet incisé (1,8 × 3,9 × 0,8 cm), collection particulière[6]
- Visage, galet incisé (3 × 1,8 × 0,5 cm), collection particulière[6]
- Visage, fragment d'os gravé (4 × 2,6 × 2 cm), collection particulière[6]
- Visage en fore de poire, galet incisé (4 × 3,1 × 1,3 cm), collection particulière[6]

## 1947
- Femme au chapeau vert (8 janvier), huile sur toile, collection particulière[7]
- Vase : femme à l'amphore (octobre 1947-1948), sculpture en terre blanche, éléments tournés, modelés et assemblés, décor aux engobes et émail blanc, incisions, patine après cuisson (42,5 × 32,5 × 15,5 cm), Musée national Picasso-Paris[1]
- Ulysse et les Sirènes, Musée Picasso, Antibes

## 1948
- Lettre décorée d'une tête de femme (4 mars), terre rouge, décor aux engobes et émail blanc mélangé à la terre sous couverte au pinceau (27 × 19,5 × 0,8 cm), Musée national Picasso-Paris[6]
- Portrait de Stéphane Mallarmé (29 juin), sanguine sur papier (66 × 47,2 cm), Palais du Roure, Avignon[8]
- Femme au chignon dans un fauteuil (1er novembre), huile sur toile, collection particulière[9]
- La Cuisine (novembre), huile sur toile (175 × 252 cm), Musée national Picasso-Paris[1]
- Claude en marron et blanc, huile sur contreplaqué (48,5 × 45,5 cm), Collection Christine Ruiz Picasso[10]
- Chouette, céramique peinte et émaillée, plat rectangulaire, série de 200 (30 × 37 cm), collection particulière[11]
- Femme enceinte, sculpture en bronze, fonderie C. Valsuani (126,8 × 36,8 × 11 cm), Musée national Picasso-Paris[6]
- Petite Femme enceinte, sculpture en bronze, fonderie E. Godard (32,5 × 15 × 7 cm), Musée national Picasso-Paris[6]
- Tête de jeune femme, pointe sèche, épreuve sur vélin du Marais, issue de l'ouvrage Vingt poèmes de Gongora, Institut national d'histoire de l'art, collection Jacques Doucet.

## 1949
- Lastre ovale décorée d'un visage (1948-1949), terre blanche, décor aux engobes et émail blanc sous couverte au pinceau (46 × 35,4 × 1 cm), Musée national Picasso-Paris[6]
- Claude à deux ans (9 juin), huile sur toile, collection particulière[12]
- Chouette (30 décembre), sculpture en terre blanche, pièce tournée ; décor aux engobes, émail blanc, incisions, sous couverte au pinceau (19 × 18 × 22 cm), Musée national Picasso-Paris[1]
- La Colombe de la paix, Musée d'Art moderne de Paris
- Femme à la mantille, terre blanche avec décor aux engobes, Musée national Picasso-Paris
- Vase : femme, terre blanche, pièce tournée et modelée, décor à l'engobe noir (47,5 × 16,5 × 11 cm), Musée national Picasso-Paris[6]

## 1950
- La Chèvre, sculpture en plâtre, panier d'osier, pots en céramique, feuille de palmier, métal, bois et carton (120,5 × 72 × 144 cm), Musée national Picasso-Paris[1]
- Les Demoiselles des bords de la Seine d'après Courbet, huile sur contreplaqué (100 × 201 cm), Kunstmuseum, Bâle[13]
- La Femme enceinte, Ier état, sculpture en plâtre avec armatures métalliques, bois, vaisselle de céramique et cruche en poterie (110 × 22 × 32 cm), Museum of Modern Art, New York[6]
- Fragment de pignate décoré d'un visage, terre rouge, décor au crayon (16,5 × 21 × 6,5 cm), Musée national Picasso-Paris[6]
- Fragment de pignate décoré d'un visage, terre rouge, décor au crayon (11,5 × 14 × 4,5 cm), Musée national Picasso-Paris[6]
- Fragment de pignate décoré d'un visage, terre rouge, décor au crayon (19,5 × 19 × 9 cm), Musée national Picasso-Paris[6]
- Grand vase aux danseurs et aux musiciens, terre rouge, estampage sur matrice en plâtre (71,2 × 33,5 cm), Musée d'art et d'histoire, Saint-Denis[14]
- L'Homme au mouton (1943), sculpture en bronze, fonderie C. Valsuani (1948-1950), (222,5 × 78 × 78 cm), Musée national Picasso-Paris[6]
- Musicien assis, croûte de terre blanche découpé et pliée, décor aux engobes et incisions (14,8 × 8 × 6,5 cm), Musée national Picasso-Paris[6]
- Petite Fille sautant à la corde, sculpture en plâtre, morceaux de céramique, panier d'osier, moule à gâteau, chaussures, bois et fer (152 × 6 × 66 cm), Musée national Picasso-Paris[6]
- Petite Fille sautant à la corde, sculpture en bronze, fonderie C. Valsuani (153 × 62 × 65 cm), Centre Pompidou[6]
- Vase aux danseuses, céramique[15]

Voir aussi
- Picasso. Au cœur des ténèbres (1939-1945)

## 1951
- Massacre en Corée (18 janvier), huile sur contreplaqué (210 × 110 cm), Musée national Picasso-Paris[1]
- Faune (18 mars), sculpture en terre blanche, figure modelée et rapportée, décor aux engobes (20,4 × 8 × 2 cm), Musée national Picasso-Paris[6]
- La Guenon et son petit (octobre), sculpture en plâtre, céramique, deux petites autos et métal (56 × 34 × 71 cm), Musée national Picasso-Paris[6]
- Insecte, récipient de stockage : terre cuite blanche, jetée (éléments attachés), incisée, peinte avec des feuillets et des oxydes, vitrant (42 × 35 × 26 cm), Musée Picasso, Málaga[16]
- Tête (pour La Femme en robe longue), sculpture en bronze peint sur socle sur bois, fonderie Godard (édité entre 1950 et 1951), (42,5 × 25 × 28,3 cm), Musée national Picasso-Paris[6]

## 1952
- Crâne de chèvre, bouteille et bougie (25 mars), huile sur toile (89 × 116 cm), Musée national Picasso-Paris[17]
- Étude pour La Guerre et la Paix (1er mai), crayon graphite gras et sec sur papier (25,4 × 35,4 cm), Musée national Picasso-Paris[17]
- Guerre et Paix - Femme Endormie (9 août) (53,3 × 71,1 cm)
- Paloma et sa poupée (14 décembre), lithographie (76 × 56 cm)[18]
- La Guerre et la Paix (10 × 4,7 m)
- Portrait de Madame H. P., huile Ripolin sur contreplaqué (146 × 96 cm)[19]
- Vase aux chèvres (18,5 × 22,5 cm), céramique, Musée des Beaux-Arts de Lyon[20]

## 1953
- Chouette 1947-1953), terre blanche avec décor aux engobes et incisions, Musée national Picasso-Paris[21]
- Portrait de Joseph Staline (mars 1953), dessin au fusain pour Les Lettres françaises. L'original est considéré comme perdu.
- Crâne de chèvre, bouteille et bougie (1951-1953), sculpture de bronze, fonderie C. Valsuani (78,8 × 95,3 × 54,5 cm), Museum of Modern Art, New York
- Crâne de chèvre, bouteille et bougie (1951- 1953), sculpture de bronze peint, fonderie C. Valsuani (79 × 93 × 54 cm), Musée national Picasso-Paris
- La Grue (1951- 1953), sculpture en pièces de métal (pelle, fourchette, robinet de gaz), tige d'osier et plâtre sur socle en bois (76,5 × 29 × 43,5 cm), Musée national Picasso-Paris
- La Grue (1951- 1953), sculpture de bronze peint, fonderie C. Valsuani (76,5 × 29 × 43,5 cm), Museum Berggruen, Berlin
- La Liseuse (1951- 1953), sculpture de bronze peint, fonderie C. Valsuani (15,5 × 35,5 × 13 cm), Centre Pompidou, Paris[6]
- La Liseuse (1951- 1953), sculpture en pièces de métal (clou, vis), bois et plâtre (16 × 36 × 13,5 cm), Musée national Picasso-Paris[6]
- La Liseuse (29 janvier), huile sur contreplaqué (114 × 146 cm), Musée national Picasso-Paris[6]
- Tête de femme (29 janvier), sculpture en terre blanche, éléments tournés et assemblés, décor à l'engobe noir (49 × 31 × 35 cm), Musée national Picasso-Paris[6]
- Femme assise dans un fauteuil sur fond blanc (25 mars), huile sur toile, collection particulière[22]
- Le Fumeur (6 juin), huile sur toile, collection particulière[23]
- L'Ombre (29 décembre), huile et fusain sur toile (129,5 × 96,5 cm), Musée national Picasso-Paris[17]
- 29 coupelles sur la tauromachie, céramiques (diamètre de 29 cm), Musée d'art moderne de Céret
- Le Déjeuner (98 × 130 cm)
- Femme debout, sculpture en bois peint, métal et plâtre (91 × 22 × 13 cm), collection particulière[6]
- Femme assise en costume vert, huile sur toile (91,7 × 72,9 cm), collection particulière[24]
- Nu dans l'atelier, huile sur toile (80 × 116,2 cm)[25]

## 1954
- Sylvette de profil (29 avril), crayon sur papier[26]
- Pichet : peintres et modèles (1er juin), (hauteur 26,5 cm), Musée des Civilisations de l'Europe et de la Méditerranée, Marseille[27]
- Jacqueline aux mains croisées (3 juin), huile sur toile (116 × 80,5 cm), Musée national Picasso-Paris[1]
- Femme accroupie (14 octobre), huile et Ripolin sur toile (92,2 × 73 cm), collection particulière[28]
- Claude dessinant, Françoise et Paloma, Vallauris, huile sur toile (116 × 89 cm), Musée national Picasso-Paris[17]
- Jacqueline assise, huile sur toile (146 × 114 cm), Musée Picasso, Málaga[29]
- Jacqueline au rocking-chair, Pinacothèque de Paris
- Madame Z ou Jacqueline aux fleurs, collection particulière
- Sylvette, sculpture en tôle découpée, pliée et peinte recto verso (67 × 50 × 11 cm), collection particulière européenne[6]

## 1955
- La Caisse à remords (1919-1955), suite de quarante-cinq eaux-fortes et pointes sèches, numérotées au crayon (53 × 42 cm), collection particulière[30].
- La Guenon et son Petit (1951- 1955), sculpture en bronze (53,3 × 33,3 × 52,7 cm), Fonderie C. Valsuani , Museum of Modern Art
- Les Femmes d'Alger (J) (21 janvier), huile sur toile, collection particulière[31]
- Les Femmes d'Alger (24 janvier), huile sur toile (130 × 162 cm), collection Ezra et David Nahmad[32].
- Études pour Les Femmes d'Alger, d'après Delacroix, plume et encre de Chine sur papier (22 × 27 cm), Musée national Picasso-Paris
- Jacqueline assise
- Jacqueline en costume turc

## 1956
- Femme à la toilette (4 janvier), huile sur toile (195,5 × 130 cm), Musée national Picasso-Paris[6]
- Femme dans un rocking-chair (25 mars), huile sur toile, collection particulière[33]
- Passe de cape, huile sur toile (60 × 73 cm), Musées de Belfort, donation Maurice Jardot[34]

## 1957
- Carreau décoré de deux personnages dont un musicien (16 janvier), sculpture en terre rouge chamottée, décor au pastel et à l'engobe noir sous couverte (19,5 × 19,5 × 4 cm), Musée national Picasso-Paris[6]
- Buste de femme, sculpture en carton découpé et plié, mine de plomb (35,5 × 13,5 × 19,5 cm), Musée national Picasso-Paris[6]
- Masque de femme (1908), sculpture en bronze peint en blanc, fonderie C. Valsuani (édité en (1957)), (18 × 16 × 12 cm), Musée national Picasso-Paris[6]
- 58 œuvres sur Les Ménines de Diego Vélasquez
- Las Palomas
- Portrait de Jacqueline, huile sur panneau (49 × 64 cm), collection particulière[35]
- Tête de femme, sculpture en bois découpé et peint (78,5 × 34 × 36 cm), Musée national Picasso-Paris
- Tête de femme, sculpture en carton découpé, pastel gras et crayon graphite (75 × 31,5 × 34 cm), Musée national Picasso-Paris[6]
- Tête de femme, sculpture en tôle découpée et peinte (87 × 28 × 42 cm), Musée national Picasso-Paris[6]
- Tomette décorée d'une bacchanale : musicien, danseur et buveur (6 mars), sculpture en terre rouge chamottée, décor aux engobes (19,7 × 39,4 × 4 cm), Musée national Picasso-Paris[6]
- Tomette hexagonale décorée de trois personnages : musicien, danseur et spectateur (28 janvier), sculpture en terre rouge chamottée, décor au pastel sous couverte au pinceau (19,5 × 38,8 × 4 cm), Musée national Picasso-Paris[6]
- Tomette hexagonale décorée d'un danseur et d'un musicien (6 mars), sculpture en terre rouge, décor aux engobes (19,6 × 39 × 4 cm), Musée national Picasso-Paris[6]

## 1958
- La Chute d'Icare (29 mars), peinture acrylique sur bois (910 × 1 060 cm), Maison de l'UNESCO, Paris[36]
- Portrait de femme (17 avril), fusain et crayons de couleur sur tambourin[37].
- Mains aux fleurs (21 avril)
- Nature morte à la tête de taureau (25 mai - 9 juin), huile sur toile (162,5 × 130 cm), Musée national Picasso-Paris[6]
- Tête, sculpture en bronze, fonderie C. Valsuani (50,5 × 21,8 × 19,5 cm), Musée national Picasso-Paris[6]
- Tête, boîte en bois, clous, boutons, plâtre peint et résine synthétique peinte montée sur assiette en céramique (50,5 × 22,2 × 20,3 cm), Museum of Modern Art, New York[6]

## 1959
- La Femme enceinte : IIe état (1950-15 mars 1959), sculpture en bronze, fonderie C. Valsuani (109 × 30 × 34 cm), Musée national Picasso-Paris[6]
- Nu accroupi (21-24 juin), huile sur toile, collection particulière[38]
- Groupe de sculptures Les Baigneurs (été 1956), bronze, fonderie C. Valsuani (édités entre 1957 et 1959), Musée national Picasso-Paris[6] :
  - La Plongeuse (264 × 83,5 × 83,5 cm)
  - L'Homme aux mains jointes (213,5 × 73 × 36 cm)
  - L'Homme-fontaine (228 × 88 × 77,5 cm)
  - L'Enfant (136 × 67 × 46 cm)
  - La Femme aux bras écartés (198 × 174 × 46 cm)
  - Le Jeune Homme (176 × 65 × 46 cm)
- Chien au buffet Henri II, huile sur toile (162 × 130 cm), collection particulière[14]
- Illustration du livre La Tauromaquia, du torero Pepe Hillo, éditions Gustavo Gili, Barcelone. Un sténogramme, version moderne de La Tauromaquía de Goya (1815), accompagné de 26 aquatintes[39].
- Le Village de Vauvenargues II, huile et Ripolin sur toile (54 × 65 cm)[14]

## 1960
- Tête de femme (Fernande) (1906), sculpture en bronze, fonderie C. Valsuani, éditée en 1960(35 × 24 × 25 cm), collection particulière[17]
- Tête de femme (Fernande) (1909), sculpture en bronze, fonderie C. Valsuani, éditée en 1959-1960(41,3 × 24,7 × 26,6 cm), Museum Berggruen, Berlin[6]
- Le Buffet de Vauvenargues (23 mars 1959-23 janvier 1960), huile sur toile (195 × 280 cm), Musée national Picasso-Paris
- Le Déjeuner sur l'herbe (7 février), huile sur toile (114 × 146 cm), Musée national Picasso-Paris[40],[41]
- Paysage de Cannes au crépuscule (30 mars), huile sur toile 130 × 195 cm), Musée d'art moderne Grand-Duc Jean[42]
- Trois Colombes (18 novembre), huile sur toile (49,5 × 107,5 cm), Musée Picasso, Málaga[43]
- Femme assise dans un fauteuil (12 décembre), huile sur toile, collection particulière[44]
- VIIIe pythique de Pindare, texte grec et traduction de Jean Beaufret ; livre édité par Pierre-André Benoit, comportant quatre pointes sèches originales de Picasso ; épreuves originales, Musée Pierre-André-Benoit, Alès

## 1961
- Femme à l'enfant (début 1961, tôle découpée, pliée, assemblée et peinte (128 × 60 × 35 cm), Musée national Picasso-Paris[17]
- Portrait de Jacqueline (11 février), huile sur toile, collection privée de Diana Widmaier Picasso
- Vase - bikini (27 février), terre cuite rouge moulée, gravée, peinte à l'engobe (66 × 32 cm), collection particulière[17]
- Footballeur (printemps), tôle découpée, pliée et peinte recto verso (58,3 × 49 × 14,5 cm), Musée national Picasso-Paris[17]
- Footballeur (printemps), tôle découpée, pliée et peinte recto verso, avec rehauts de crayon gras (61,5 × 47 × 24 cm), Musée national Picasso-Paris[17]
- Le Déjeuner sur l'herbe d'après Manet (13 juillet), huile sur toile (73 × 60 cm), Musée national Picasso-Paris[45]
- L'Atelier (27 novembre), huile sur toile, collection particulière[46]
- La Chaise, sculpture en tôle découpée, pliée et peinte (111,5 × 114,5 × 89 cm), Musée national Picasso-Paris[17]
- Femme, tôle découpée et pliée (31 × 19,6 × 11,7 cm), Musée Picasso Málaga[47]
- Femme au chapeau, tôle découpée, pliée, assemblée et peinte en blanc (127 × 74 × 40 cm), Musée national Picasso-Paris[17]
- Femme aux bras écartés, sculpture en papier découpé et plié d'une feuille d'album (40,5 × 26,5 cm), Musée national Picasso-Paris[17]
- Femme aux bras écartés, tôle découpée, pliée et grillage peints (183 × 117,5 × 72,5 cm), Musée national Picasso-Paris[17]
- Femme aux bras écartés, tôle découpée, pliée et peinte (37 × 33 × 12,5 cm), collection particulière (Spies 594.2b)[17]
- Femme aux bras écartés, tôle découpée, pliée et peinte (37 × 33 × 12,5 cm), collection particulière (Spies 594.2c)[17]
- Petit Cheval, éléments de table à roulette en métal coupés, assemblés et peints (66,5 × 18 × 60,5 cm), collection particulière[17]
- Tête de femme, tôle pliée et peinte (29 × 21,5 × 7 cm), collection particulière[17]

## 1962
- Buste de femme (4 juin), huile sur toile (73 × 54 cm), collection particulière[48]
- Fragments de brique décoré d'un visage de femme (12 juillet), terre blanche, décor aux engobes (22 × 7,5 × 13 cm), Musée national Picasso-Paris[17]
- Fragments de brique : tête de femme (12 juillet), terre blanche, décor à l'engobe noir sous couverte partielle au pinceau (22 × 16,5 × 8,5 cm), Musée national Picasso-Paris[17]
- Le Déjeuner sur l'herbe : Femme au bain (26 août), crayon graphite sur carton découpé et plié (23 × 21,5 cm), Musée national Picasso-Paris[17]
- Le Déjeuner sur l'herbe : Femme assise (27 août), crayon graphite sur carton découpé et plié (26,2 × 20 cm), Musée national Picasso-Paris[17]
- Le Déjeuner sur l'herbe : Homme assis accoudé (27 août), crayon graphite sur carton découpé et plié (28 × 37,5 cm), Musée national Picasso-Paris[17]
- Le Déjeuner sur l'herbe : Homme assis accoudé (31 août), crayon graphite sur carton découpé et plié (25 × 32 cm), Musée national Picasso-Paris[17]
- L’Enlèvement des Sabines, Mougins (4-8 novembre, huile sur toile (97 × 130 cm), Centre Pompidou, Paris[21]
- L'Atelier (7 novembre 1961, 24 et 25 novembre 1961, 24 et 31 janvier 1962), huile sur toile, collection particulière[49]
- 5 fresques pour le Château de Castille (juin-décembre), bétogravure réalisée par Carl Nesjar, Argilliers[50],[51],
- Femme assise dans un fauteuil noir (19 novembre-18 décembre), huile sur toile, collection particulière[52]
- Tête de femme (fin 1962), tôle découpée, pliée et fil de fer peints polychromes (32 × 24 × 16 cm), Musée national Picasso-Paris[17]
- Diurnes (couverture) avec la collaboration du photographe André Villers et texte de Jacques Prévert, coffret sérigraphié (41 × 31,5 cm), édité par Berggruen, Bibliothèque du Musée national Picasso-Paris[17],[53]
- Femme assise (1902), sculpture en bronze, fonderie Alexis Rudier, éditée en 1962 (14 × 8,2 × 11 cm), Musée national Picasso-Paris[17]
- Jacqueline, tôle découpée, pliée, assemblée et peinte (49 × 39 × 7 cm), collection Antonio et Aika Sapone[54]
- Femme au chien, huile sur toile (162 × 130 cm), Wynn Fine Art, Palm Beach, États-Unis[55]
- Tête de femme (Jacqueline au ruban vert), tôle découpée, pliée et peinte recto verso (50,7 × 39 × 28 cm), collection particulière[17]

## 1963
- Tête de femme (6 janvier), huile sur toile, collection particulière[56]
- Carnet n°56 (10 février-16 décembre), crayon graphite, crayons de couleurs et crayon cire sur papier (21 × 27 cm) comportant 6 illustrations, Musée national Picasso-Paris[17] :
  - L'Atelier : le peintre et son modèle, folio 20(r), 22(r) et 27(r) (17 février)
  - Le Peintre, folio 30(r) (21 février). Perdu durant le crash du vol Swissair 111.
- Le peintre et son modèle (26 mars), huile sur toile, collection particulière[57]
  - Troisième de couverture avec inscription, folio 3(c) (27 mars)
- El carnet de la Tauromaquia (25 octobre), éditions Gustavo Gili, Barcelone[58],[59]
  - Peintre et Singe, folio 11(r) (16 décembre)
- Le peintre et son modèle (28 décembre), peinture à la cire, centre Pompidou
- Femme au chapeau (1961-1963), tôle découpée, pliée et peinte en 1963 (126 × 73 × 41 cm), Fondation Beleyer[17]

## 1964
- Fumeur au maillot rayé gris et bleu (27 août), aquatinte au sucre sur cuivre, épreuve d'artiste sur papier filigrané, tirée en couleurs à la poupée, dédicacée pour « Aldo Crommelynck », signée, édition galerie Louise-Leiris (56,8 × 41,4 cm), Musée national Picasso-Paris[17]
- Le Peintre et son Modèle (9 novembre), huile sur toile, collection particulière[60]
- Poupée (1907), sculpture en bronze, patine brune, fonderie Goddard, éditée en 1964 (23 × 5,5 × 6 cm), collection particulière[17]

## 1965
- L'Aubade (19-20 janvier 1965), huile sur toile (130 × 195 cm), Petit Palais, Genève[61].
- Femme nue assise (31 janvier), huile sur toile, collection particulière[62]
- Le Modèle (1er mars), aquatinte et eau forte sur cuivre, épreuve sur papier filigrané, tirée par Crommelynck, dédicacée pour « Aldo Crommelynck », signée, édition galerie Louise-Leiris, Musée national Picasso-Paris[17]
- Buste d'homme (15 mai), huile sur toile (61 × 50 cm), Musée Picasso Málaga[63]
- Femme au grand chapeau. Buste. (31 mai), huile sur toile, collection particulière[64]
- La Sculpture de Picasso (25 juin), en 1964, Pablo Picasso a approuvé la construction de l'une de ses sculptures, représentant sa femme Jacqueline, qui devait être érigée à Kristinehamn en Suède à Strandudden au bord du lac Vänern. Carl Nesjar a été chargé de réaliser la construction. La sculpture de Picasso à Kristinehamn en Suède a été inaugurée le 25 juin 1965, mesure 15 mètres de haut et est la plus grande sculpture de Picasso au monde.
- Homme assis (autoportrait), collection particulière[

## 1966
- La Provence Point Oméga (18 février), lithographie sur papier d'Auvergne. Illustration d'un manifeste de René Char contre la nucléarisation du Plateau d'Albion[65]
- Le Cocu assistant à la comparution devant l'Inquisition d'une femme une enchaînée par un bourreau (11 décembre), eau forte sur cuivre, épreuve sur papier tirée par Crommelynck (28,9 × 37,9 cm), Musée national Picasso-Paris
- Au théâtre : scène dans le style des « Mille et une nuits » (16 décembre), aquatinte, crayon lithographique et eau forte sur cuivre, épreuve sur papier tirée par Crommelynck (28 × 37,9 cm), Musée national Picasso-Paris[17]
- Au théâtre : le rapt (22 × 32 cm et 38 × 47 cm), eau-forte et aquatinte, série 60, collection particulière[66]
- Au théâtre : vieil homme couronné de fleurs par des femmes et des fées (32 × 47 cm et 45 × 61 cm), eau-forte et aquatinte, série 60, collection particulière[67]
- Peintre et Modèle debout (22 × 32 cm et 38 × 47 cm), eau-forte et aquatinte, série 60, collection particulière[68]
- Peintre et Modèle de profil (22 × 32 cm et 38 × 47 cm), eau-forte et aquatinte, série 60, collection particulière[69]
- Peintre avec une toile représentant une femme nue debout (22 × 32 cm et 38 × 47 cm), eau-forte et aquatinte, série 60, collection particulière[70]
- Trois Personnages[71]

## 1967
- Nu couché et tête d’homme (20, 25 et 26 mars), huile sur toile, collection particulière[72]
- Nu couché (14 juin), huile sur toile (195 × 130 cm), Musée national Picasso-Paris[17]
- Aubade (20 juin), huile sur toile, collection particulière[73]
- Homme à la pipe et nu couché (16 novembre), huile sur toile, collection particulière[74]
- Le Chicago Picasso, sculpture monumentale en acier, offerte à la ville de Chicago, sur Daley Plaza dans le Civic Center[75]
- Réflexion du vieux peintre sur la femme (35 × 30 cm et 54,5 × 45 cm), pointe sèche, série 60, collection particulière[76]

## 1968
- La Célestine (11 avril-18 août), eau-forte, aquatinte, grattoir et pointe sèche sur soixante-six plaques de cuivre, épreuve sur papier filigrané, tirée à part par Commelynck, datée « 9.9.70 », numérotée « 1/9 », signée (74,2 × 104 cm), Musée national Picasso-Paris[17]
- Mousquetaire. Buste (2 octobre), huile sur toile, collection particulière[77]
- Nu debout (19 décembre), huile sur toile, collection particulière[78]
- Femme se coiffant (1906), sculpture en bronze, fonderie C. Valsuani, éditée en 1968 (42,2 × 26 × 31,8 cm), Musée national Picasso-Paris[17]

## 1969
- Piero à la presse et à l’oiseau (16 janvier 1969), huile sur toile (162 × 97 cm), Musée national Picasso-Paris[79]
- Mousquetaire à pipe (5 mars), huile et Ripolin sur toile (195 × 130 cm), collection particulière[80]
- Homme à la pipe (8 mai), huile sur toile, collection particulière[81]
- Homme assis au casque et à l'épée (11 juin), huile sur toile, collection particulière[82]
- Homme et enfant (4 juillet), huile sur toile, collection particulière[83]
- L'Homme à l'épée (25 juillet),  huile sur toile, collection particulière[84]
- Buste d'homme (10 septembre), huile et Ripolin sur toile (130,3 × 97 cm), collection particulière[85]
- Buste d'homme (27 septembre), huile et Ripolin sur toile (130,3 × 97 cm), collection particulière[86]
- Tête d'homme (15 octobre), huile sur toile, collection particulière[87]
- Tête d'homme (16 octobre), huile sur toile, collection particulière[88]
- Buste d'homme (17 octobre), huile sur toile (116 × 89 cm), collection particulière[89],[90]
- La Peinture et l'enfant, huile sur toile (130 × 195 cm), Musée national Picasso-Paris[17],[91]
- Le Baiser (24 octobre), huile sur toile (97 × 130 cm), collection particulière[92]
- Le Baiser (26 octobre), huile sur toile (97 × 130 cm), Musée national Picasso-Paris[17]
- Couple, Le Baiser (28 novembre), huile sur toile (116 × 89 cm), collection particulière[93]
- Homme assis (10 décembre), huile sur toile, collection particulière[94]
- Arlequin au baton (12 décembre), huile sur toile, collection particulière[95]
- Le Mousquetaire à l'épée, huile sur carton ondulé

## 1970
- Couple à la guitare (11 janvier), huile sur toile (130 × 97 cm), collection particulière[96]
- Buste de Matador (27 septembre), huile sur toile (130 × 97 cm), collection particulière[97]
- Le Matador (4 octobre), huile sur toile (145,5 × 114 cm), Musée national Picasso-Paris[17],[98]
- Le Matador (23 octobre), huile sur toile, collection particulière[99]
- Homme et Femme au bouquet (26 octobre), huile sur toile 115,9 × 89,2cm cm, collection particulière[100]
- Homme assis, huile sur toile (195 × 130 cm), collection particulière[98]

## 1971
- Buste d'homme écrivant, huile sur toile (100 × 81 cm), Musée Goya ;
- Le Couple (1970-1970), huile sur contreplaqué (163,5 × 131,5 cm), Musée national Picasso-Paris[101]
- Baigneuse, Musée Picasso, Málaga
- Étreinte, musée des beaux-arts de Montréal
- Maternité à la pomme, Musée national Picasso-Paris

## 1972
- L'Enfant prodige (28 janvier), huile sur toile (116 × 89 cm), Musée Picasso, Málaga[102]
- Homme assis (30 janvier), huile sur toile, collection particulière[103]
- Paysage (31 mars), huile sur toile, Musée national Picasso-Paris
- Le Jeune Peintre (14 avril), huile sur toile (91 × 72,5 cm), Musée national Picasso-Paris[17]
- Musicien (26 mai), huile sur toile, Musée national Picasso-Paris
- Autoportrait d'un Chinois (30 juin 1972), musée du Louvre